# Хисар (Црешка)
Хисар, още Црешката крепост или Чрешче (на македонска литературна норма: Чрешче, Исар), е антична и средновековна крепост, разположена край щипското село Црешка, Северна Македония.

## Местоположение
На 2 km югозападно от Црешка се издига самотната скала Хисар до Брегалница. Реката върти в голяма дъга около нея и я обхваща от три страни. Само от изток към Хисар се подхожда през дълбоко седло. Скалата има отвесни стени с височина 30 - 50 m и заравнен връх под формата на плоча с размери 300 х 120 m. Издига се на 150 m над реката и доминира над широката околност. Далеч е от всички главни пътища в този регион. Южно от Хисаря реката е подкопала скали с желязна руда (сидерит); дупки и ями се виждат на площ от 2 km — следи от добив на руда в миналото.

## История

### Античност
Първите рудари се заселват на Хисаря в Ранната античност - открити са керамика и монети от III век пр. Хр. През Късната античност тук израства голямо рударско селище. Въпреки че е естествено укрепена и недостъпна, плочата на върха е оградена с каменен зид, а жилищното пространство в южното и източното подножие, с обща площ от 7 ha, също е било оградено със зидове. На реката южно от Хисаря е построен мост, чиито следи личат и днес. Многобройните движими находки и монети от IV - VI век определят времето на живота на Хисаря.

### Средновековие
Възобновеният добив по тези места налага възстановяването на крепостта Хисар. Тъй като плочата е твърде голяма за по-скромните средновековни нужди, тя е разделена с напречна стена на две части, като по-малката източна част с размери 120 х 110 m е обитавана. Върху напречната стена, изградена без мазилка, в северния ъгъл се опира една голяма кула. Тя е масивно иззидана с хоросан, с размери 12,5 х 12 m и доминира над цялата скала и околността. Всичко това я определя като донжон, създаден през XIII или XIV век. Останалото пространство на скалата, естествено защитено, служело за укритие при необходимост.
Откритите движими находки в укрепената зона са от по-дълъг период от време. Отличава се една бронзова апликация — езиче за колан, с форма и украса, характерни за късния VIII - IX век. Парчета славянски накит от бронз и стъкло са от X - XIII век. Медните монети — византийски скифати са от XII - XIII век. Оловна плоча с магически надпис за прогонването на демона Нежит е датирана от XIII и XIV век. Сръбските монети са от XIV век.
След битката при Велбъжд през 1330 година, Сръбската държава овладява редица гранични византийски крепости по Брегалница и Вардар. Тогава е превзет и „град Чрешче“. Името е славянско и се отнася, както и археологическите находки, към българското време преди византийското обновление, вероятно през IX век при Борис и Самуил. Византия го използва като руднична, а накрая и като гранична крепост.
По-богатите рудни залежи в района вероятно са изчерпани през Късната античност и Чрешче съществува като малко селище с крепост до XIV век. Не е записано в турските документи, а споменът за Чрешче остава в името на село Црешка.